# SV Mehring
Sportverein Mehring 1921 e.V. é uma agremiação esportiva alemã, fundada em 1921, sediada em Mehring, na Renânia-Palatinado.

## História
Com uma vitória por 1 a 0, na qualificação contra o Sportfreunde Eisbachtal, o Mehringer subiu na temporada 2012-2013 pela primeira vez da Rheinlandliga (VI) para a Oberliga Südwest (V), renomeada Oberliga Rheinland-Pfalz/Saar. 
A equipe sub-19 na temporada 1976-1977 representou a Renânia no campeonato nacional após vencer o título regional. Na fase nacional o time empatou na primeira partida em 1 a 1 com o FC St. Pauli, no Poltstadiom, diante de 3500 espectadores, mas foi derrotado no jogo de volta por 4 a 1, em Hamburgo.

## Títulos

### Ligas
- Rheiland sub-19
  - Campeão: 1977;
- A-Klasse Trier-Saarburg
  - Campeão: 2004;
- Bezirksliga West
  - Campeão: 2008;
- Rheinlandesliga
  - Campeão: 2012;

## Cronologia recente
| Temporada | Divisão                       | Módulo | Posição |
| 2002–03   | Bezirksliga West              | (VII)  | 9º ↓    |
| 2003–04   | A-Klasse Trier-Saarburg       | (VIII) | 1º ↑    |
| 2004–05   | Bezirksliga West              | (VII)  | 2º      |
| 2005–06   | Bezirksliga West              | (VII)  | 3º      |
| 2006–07   | Bezirksliga West              | (VII)  | 2º      |
| 2007–08   | Bezirksliga West              | (VII)  | 1º ↑    |
| 2008–09   | Rheinlandesliga               | (VI)   | 8º      |
| 2009–10   | Rheinlandesliga               | (VI)   | 7º      |
| 2010–11   | Rheinlandesliga               | (VI)   | 2º      |
| 2011–12   | Rheinlandesliga               | (VI)   | 1º ↑    |
| 2012–13   | Oberliga Rheinland-Pfalz/Saar | (V)    | º       |